# Elaltitan
Elaltitan ("titán boha Elal") byl rod vývojově pokročilého a značně velkého sauropodního dinosaura ze skupiny Titanosauria (Lithostrotia), který žil v období svrchní křídy na území dnešní Argentiny v provincii Chubut (geologické souvrství Bajo Barreal nebo souvrství Lago Colhué Huapí, geologický věk cenoman až turon, asi před 97 až 89 miliony let).

## Popis
Fosilie tohoto dinosaura představují neúplnou kostru s fragmenty obratlů a kostí končetin. Sauropod byl formálně popsán v roce 2012 paleontology Philipem D. Mannionem and Alejandrem Oterou. Podle odhadu z roku 2014 vážil tento velký býložravý dinosaurus asi 42,8 tuny, podle odhadu z roku 2018 pak asi 35,4 tuny.